# 黃休復
黄休复（?—?），字归本，一作字端本。北宋蜀（今屬四川）人。
曾校《春秋》三傳。熱衷於道术，曾受業於處士李谌，隐居不仕，靠賣丹藥養家。精通画学，收藏甚富，著《益州名画录》三卷。另有《茅亭客话》十卷行世。